# Voyage 34: The Complete Trip
Voyage 34: The Complete Trip è la terza raccolta del gruppo musicale britannico Porcupine Tree, pubblicata nell'aprile 2000 dalla Delerium Records.

## Descrizione
Contiene tutte le quattro fasi del progetto Voyage, precedentemente rese disponibili solo su CD singolo o vinile (le ultime due parti, qui in versione ridotta, esclusivamente su vinile).
Nel 2004 il disco è stato ripubblicato dalla Headspin in edizione vinile e si caratterizza per avere Voyage 34 - Phase IV nella sua lunghezza originale, seppur presentando un finale differente di tastiera.

## Tracce
Musiche di Steven Wilson.
1. I – 12:54
2. II – 17:24
3. III – 19:24
4. IV – 13:42 – 19:42 nella riedizione LP

## Formazione
- Steven Wilson – programmazione, produzione, strumentazione
- Swordfish – remix e produzione aggiuntiva (traccia 3)
- Richard Barbieri – sintetizzatore (traccia 3)